# Labournet.tv
labournet.tv ist ein kostenloses Online-Archiv und Filmemacherinnenkollektiv für Filme und Videos aus der Arbeiterbewegung, gegründet von Johanna Schellhagen und bestehend aus zwei weiteren Medienaktivistinnen. Bis 2020 wurde das Kollektiv durch die gemeinnützige Stiftung „Menschenwürde und Kommunikation in der Arbeitswelt“ gefördert und ist seitdem auf private Spenden von Fördermitgliedern angewiesen.

## Filmarchiv
Seit ihrer Gründung 2011 sammelt labournet.tv Filme über die Themen klassische Lohnarbeit, gewerkschaftliche Organisierung und Aktionen von Migranten und Erwerbslosen, Selbstorganisation der Lohnarbeitenden, historische und aktuelle Arbeitskämpfe und gesellschaftliche Alternativmodelle. Durch ihren emanzipatorischen Selbstanspruch und den Fokus auf die Perspektive der betroffenen Beschäftigten und Streikenden vor Ort versucht labournet.tv jene Stimmen hervorzuheben, die im öffentlichen Diskurs wenig Gehör finden und auch im Rahmen von anderen linken Bewegungen oftmals kaum stattfinden, erklärt Schellhagen. Im Vordergrund stehen keine theoretischen Auseinandersetzungen, sondern die Dokumentation des alltäglichen Widerstands. Die Filme werden untertitelt und auf der Onlineplattform zugänglich gemacht. Die Online-Mediathek umfasst inzwischen über 850 Dokumentar-, Spielfilme und Videos aus mehr als 60 verschiedenen Ländern und dokumentiert die vielseitige Geschichte diverser Arbeitskämpfe weltweit.

## Filmografie (Auswahl)
labournet.tv produziert als Filmemacherkollektiv vorrangig Filme über aktuelle soziale Auseinandersetzungen und unternimmt dabei eine „teilnehmende Beobachtung“.
- 2002: Argentinien 2002 – Über den Widerstand der Bevölkerung gegen die Neoliberalisierung Argentiniens (59 min)
- 2004: Ermordete Coca-Cola-Gewerkschafter – Über die Verflechtung zwischen Coca-Cola, Nestlé, den Paramilitärs und dem kolumbianischen Staat (50 min)
- 2005: Des Wahnsinns letzter Schrei – Über die Einführung von Hartz IV (55 min)
- 2010: Strategie der Strohhalme – Lage der Arbeitenden und ihr Widerstand im Industriegürtel von Delhi (50 min)
- 2015: Die Angst wegschmeißen – Berichterstattung über die Bewegung der migrantischen Logistikarbeitenden in Italien (80 min)
- 2019: Luft zum Atmen über die Gruppe oppositioneller Gewerkschafter bei Opel in Bochum (60 min)

2022 produzierte Schellhagen ihren ersten Film über die Verbindung von Klimakrise und Arbeitskämpfen: „Ich habe 20 Jahre lang Streiks und soziale Bewegungen gefilmt und ich war sehr spät dran zu begreifen, was für eine Katastrophe der Klimawandel ist. Als der Groschen endlich gefallen war, beschloss ich, dass ich versuchen wollte, alles, was ich von streikenden Arbeiter:innen gelernt hatte, der Klimabewegung zugänglich zu machen.“
- 2022: Der laute Frühling – Gemeinsam aus der Klimakrise (62 min)